# Sprzysiężenie Demokratów Polskich
Sprzysiężenie Demokratów Polskich – polska organizacja konspiracyjna, utworzona w 1838 w Galicji.
Sprzysiężenie powstało z organizacji Młoda Sarmacja, należeli do niego m.in. Henryk Bogdański, Wojciech Heller, Albin Dunajewski, Jakub Żurowski.

## Literatura
- Henryk Bogdański – „Pamiętnik 1832-1848”, Wydawnictwo Literackie, Kraków 1971